# José Dimas
José Romão Dimas (ur. 7 maja 1930 w Almadzie, zm. 5 października 1997) – portugalski piłkarz występujący na pozycji pomocnika.
W barwach Vitórii Setúbal oraz CF Os Belenenses rozegrał łącznie 140 spotkań i zdobył 33 bramki w lidze portugalskiej. Wraz z Belenenses wywalczył Puchar Portugalii (1960) oraz wicemistrzostwo Portugalii (1955), a także pięciokrotnie zajął z tym zespołem 3. miejsce w lidze (1953, 1956, 1957, 1959, 1960).
W reprezentacji Portugalii zadebiutował 22 maja 1955 w wygranym 3:1 towarzyskim meczu z Anglią. W latach 1955–1956 w drużynie narodowej wystąpił trzy razy.